# スイス・ハウンド
スイス・ハウンド（英: Swiss Hound）は、スイス原産のセントハウンド犬種である。現地語であるドイツ語ではシュヴァイツァー・ラウフフント（Schweizer Laufhund）、フランス語ではシャン・クラン・スイス（chien courant suisse）といい、いずれも「スイスの走る犬」という意味を持つ。本種の小型版犬種としてスモール・スイス・ハウンドが存在する。

## 歴史
スイスのハウンドの起源は古代ローマ帝国時代まで遡り、モザイク画に容姿の似たイヌが見られる。15世紀や18世紀の記録でもスイスの猟犬はウサギ狩りの能力を賞賛されている。
1881年に、スイスのハウンドの調査が行なわれ、1882年に地域別の5種（ベルン州、ジュラ州、ルツェルン州、シュヴィーツ州、トゥールガウ州）の犬種標準が定められた。それぞれの地域毎に特徴的な毛色が定められ、ドッグショーでもこの分類が採用された。1909年に犬種標準が改定され、トゥールガウ種の絶滅が宣言された。また1920年代にスイス固有のハウンドの調査が行なわれ、1931年にスイス・ハウンドの愛好家団体が結成された。1933年には、4つのバラエティを1つの種に統合することが決められた。1954年に国際畜犬連盟の公認を受けた。
スイスのハウンドとしては、この他にセント・ヒューバート・ジュラ・ハウンド（ジュラ・ハウンド・タイプ・セント・ヒューバート）という古い種があったが、20世紀前半までに絶滅した。
今日も大半は実猟犬として飼育されている。ショードッグとして飼われているものもいるが、ペットとして飼われているものはほとんどいない。

## 特徴
体高はオス49〜49cm、メス47〜57cmを標準とする。被毛はスムースで短く密である。
毛色は次の通りである。
- バーニーズ・ハウンド - トライカラー（白地に黒の大きな斑があり、目の上から頬にかけてタンのマーキング）
- ジュラ・ハウンド - タン地にブラックのブランケット、もしくは黒地にタンのマーキング
- ルツェルン・ハウンド - 黒と白が細かく混じった斑地（ブルー）にブラックの大きな斑もしくはサドル
- シュヴィーツ・ハウンド - 白地にオレンジの斑もしくはサドル

毛色以外は同じ犬種標準のもとで管理されているが、4種それぞれに特徴的な外見や狩猟能力を持っており、関係者も別の種として扱っている。しかし、いずれの種も体は強靭で、嗅覚およびバランス感覚に優れ、またウサギ狩りに適したよく通る声を持つ。また従順でなつきやすく、運動量を確保できれば家庭犬としても向いている。